# Opération Pandora

Opération Pandora (The Pandora Project) est un téléfilm américain réalisé par John Terlesky et Jim Wynorski et diffusé en 1998 à la télévision. 

## Synopsis
Bill Stenwick derobe un dispositif militaire important mais il y a un adversaire mysterieux va dresser dans sa route.

## Fiche technique
- Scénario : John Terlesky
- Durée : 89 min
- Pays :  États-Unis
- Genre : Action, Thriller

## Distribution
- Daniel Baldwin : Capitaine John Lacy
- Erika Eleniak : Wendy Lane
- Richard Tyson : Capitaine William Stenwick
- Tony Todd : Directeur de la CIA Garrett Houtman
- Bo Jackson : Manson
- Jeff Yagher : Bruce Bobbins
- Robert Hegyes : Enrique Gutierrez
- Steve Franken : Sam Davis
- Richard Tanner : Steven Shumer
- Mimi Cozzens : Margaret Wildling
- Mark Adair Rios : Momo
- Rolando Molina : Mr. Big / Jefe
- Mark Haining : Président
- Thyme Lewis : Officier de la CIA Lehman
- David Richards : Docteur Martin Adler
- Brad Rowe : Lieutenant Tim Lacy
- Jose Yenque : Tomas Martinez
- Ann Howard : Jackie Dickerson
- Lenny Juliano : Mitchell
- Richard Gabai : La nouvelle recrue